# Peter Böhling

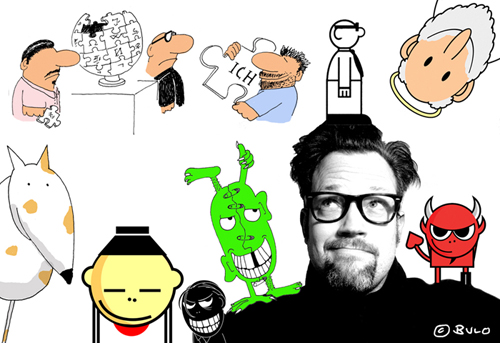
Peter „Bulo“ Böhling: Selbstporträt (2013)

Peter Böhling (Pseudonym: Bulo; * 18. Juni 1971 in München) ist ein deutscher Publizist, Journalist und Karikaturist.

## Leben
Nach dem Besuch des Münchener Wilhelm-Hausenstein-Gymnasiums und dem Zivildienst, studierte Böhling Philosophie und Soziologie an der Ludwig-Maximilians-Universität, entschied sich aber bald für eine Tätigkeit als freier Texter und Konzeptioner in der Werbung sowie in der Marktforschung. Im Jahr 1999 wechselte er in den Journalismus und gründete 2003 das Redaktionsbüro „Bulo“, das sich auf Corporate Publishing spezialisiert hat.
Parallel dazu entwickelte er Cartoon-Figuren wie „Herr Scheffe“, „CreativeMan“, „El Fonso“ oder „Herr Müller“ – zum Teil als Auftragsarbeiten für Medienunternehmen. So zeichnete er 2014 unter anderem Logo und Trailer für Ottfried Fischers Kabarettsendung "Ottis Aquarium", die auf dem Heimatkanal läuft.
Im Jahr 2006 gründete Peter Böhling die Zeitschrift Clap (Untertitel: Das People-Magazin. Für Neugierige, Eitle und Schadenfrohe), deren Herausgeber und Chefredakteur er bis März 2016 war (letzteres neben Daniel Häuser). Im April 2016 gab er die Chefredaktion an Daniel Häuser ab und konzentriert sich seitdem auf seine Rolle als Herausgeber.
Im Juli 2012 übernahm er (wiederum mit Daniel Häuser) außerdem die Chefredaktion der Satirezeitschrift pardon, die im Dezember 2012 als Jubiläumsausgabe neu erschien.
Im Februar 2016 gründete Böhling die Zeitschrift "Bock!" (Untertitel: Das Gagazin für alle, die Lust auf geilen Scheiß haben), die im Juni 2016 zum ersten Mal erschien und im Oktober 2016 für den Bayerischen Printmedienpreis nominiert wurde.
Böhlings Künstlername entstammt einer seiner Kinderzeichnungen aus dem Jahr 1974, unter die er „Bulo“ schrieb.
Mittlerweile erscheinen seine Illustrationen in überregionalen Zeitungen, Zeitschriften, Kundenmagazinen und Schulbüchern. Mit „Bulos Forum“ hatte er von 2010 bis 2016 eine regelmäßige, gezeichnete Kolumne im Medienmagazin journalist. (Fünfzig dieser Kolumnen sind im Oktober 2012 unter dem Titel Männschen & Medien als Buch erschienen.) Seit 2014 zeichnet er mit "Bulos PRofis" eine regelmäßige Kolumne im Magazin PR Report. Seit 2018 zeichnet er für den Branchendienst Turi2 "Bulos Karikaturis" – eine Karikaturenreihe über Persönlichkeiten der Kommunikationsbranche.
Böhling war ehrenamtlicher Dozent an der MCAD und der Macromedia Hochschule für Medien und Kommunikation in München.
Im Jahr 2015 begann er, unter dem Titel Speaking my Spam einen Podcast einzusprechen, in welchem er Spam-Mails vorliest, die er in seinem E-Mail-Postfach gefunden hat.
Seit November 2015 zeichnete Bulo außerdem kurzzeitig für den Online-Auftritt der ZDF-Sendung "heute show". Unter dem Titel "Früher war alles besser schlecht" blickte er dabei in die Kindheit bekannter Persönlichkeiten.
2017 gründete Bulo zusammen mit Markus von Luttitz die von beiden als "Bewegtbildmöglichmacherei" bezeichnete Produktionsfirma Gary Glotz, die sich auf die Konzeption und Realisation von Animationsfilmprojekten spezialisiert hat. Unter anderem entwickelten sie eine Zeichentrick-Serie zum skeptischen Podcast "Hoaxilla". Im gleichen Jahr kandidierte Bulo für die Präsidentschaft des Verbands Deutscher Zeitschriftenverleger, die ihm viele als PR-Gag in eigener Sache unterstellten und deren Wahl er gegen den Verleger Rudolf Thiemann verlor.
2018 entwickelte er das Logo der Mediaschool Bayern.
Die im Februar 2021 von Google als Entschuldigung, für die Löschung der App aus dem Play Store, an das Satiremagazin Titanic gestaltete Karikatur wurde von Bulo gezeichnet.
Bulo ist seit 2021 Vorstandsmitglied der Landesvertretung des Medienverbands der Freien Presse (MVFP) sowie Mitglied im Verwaltungsrat der Akademie der Bayerischen Presse.

## Werke
- Herr Scheffe & die Werbewichtel. Ein 55-Bilder-Buch. EuroKomm, Kochel, 2003. ISBN 3-00-011975-2
- Das #BuloBuch. Mit den 50 beliebtesten Cartoons der Twitterer. JMB Verlag, Hannover, 2011. ISBN 978-3-940970-37-4
- Männschen & Medien. 50 Gestalten, die penetrant unterhalten. JMB Verlag, Hannover, 2012. ISBN 978-3-940970-26-8
- Die Kastrop, der Bildmann, Netzer und ich. 50 illustrierte Begegnungen mit illustren Medienfuzzis. JMB Verlag, Hannover, 2013. ISBN 978-3-944342-31-3
- Der Kai. BILD-Boss Kai Diekmann in Karikaturen, Bildern & Zahlen. JMB Verlag, Hannover, 2014. ISBN 978-3-944342-33-7
- Anelka. Der Hund, der um die Ecke pupsen kann. (gemeinsam mit Jessica Kastrop) Droemer-Knaur, München, 2014. ISBN 978-3-426-78661-1
- Udo ist weg. JMB Verlag, Hannover, 2014. ISBN 978-3-944342-99-3
- Rule 34 … und weitere Internet-Regeln. (gemeinsam mit Sebastian Bartoschek und Thomas Koch). JMB Verlag, Hannover, 2015. ISBN 978-3-944342-98-6
- Ich werde mich freien von Sie zu huren! (gemeinsam mit Dr. Jörg Allgäuer). JMB Verlag, Hannover, 2015. ISBN 978-3-944342-66-5
- Schimpfen wie ein alter Römer (oder zumindest so, dass es sich anhört, als sei man einer). JMB Verlag, Hannover, 2015. ISBN 978-3-944342-96-2
- KARIKATURIS. JMB Verlag, Hannover, 2020. ISBN 978-3-95945-017-1

### Illustrationen in Büchern anderer Autoren
- Das muss Liebe sein. Bastei-Lübbe, 2016, ISBN 978-3-431-03946-7.